# Guettaria
Guettaria is een geslacht van uitgestorven zee-egels uit de familie Stegasteridae.

## Soorten
- Guettaria rocardi Cotteau, 1889 † Campanien-Maastrichtien, Noord-Afrika, Madagaskar, Oekraïne en het Kopet-Daggebergte.
- Guettaria fecunda Schulz, 1983 Vroeg-Maastrichtien, Duitsland.
- Guettaria angladei Gauthier, 1887 † Campanien, Algerije.
- Guettaria fourmarieri (Lambert, 1931) † Laat-Campanien, Turkije, Tunesië.
- Guettaria pustulifer Peron & Gauthier, 1878 † Cenomanien, Algerije.